# Scellino austriaco
Lo scellino austriaco (in tedesco Schilling) è stata la valuta dell'Austria dal 1925 al 1938 e dal 1945 al 1999, quando fu sostituito dall'euro, e rimase circolante fino al 2002. Il valore dell'euro è stato fissato a 13,7603 scellini. Uno scellino era diviso in 100 groschen.

## Storia
Con la fine della prima guerra mondiale (1918) e l'abdicazione di Carlo I, l'Austria si avviò alla costruzione di una forma di governo repubblicano. Tra i problemi che la repubblica si trovò ad affrontare vi fu la forte svalutazione della corona a seguito della difficile situazione economica, che portò nel 1923-1925 ad una riforma monetaria, con l'introduzione dello scellino come valuta nazionale a partire dal 1º gennaio 1925; sottomultiplo dello scellino fu il groschen, con un valore pari a 1/100 del primo.
Dalla fine degli anni venti la repubblica conobbe momenti di crisi, fino all'annessione dell'Austria al Terzo Reich nel 1938, con la cessazione delle emissioni di moneta nazionale. Lo scellino viene reintrodotto il 30 novembre 1945 alla ricostituzione della Repubblica, con un cambio 1:1 con il Reichsmark. Altre riforme monetarie si ebbero nel 1947 e negli anni cinquanta, fino all'aggancio al marco tedesco nel 1980.
Il 1º gennaio 1999 entrò in vigore l'Euro, il cui tasso di cambio irrevocabile con lo scellino era stato fissato il giorno precedente in 13,7603 scellini per 1 euro. Da quel momento lo scellino rimase in vigore solo come espressione non decimale dell'euro, anche se monete e banconote continuavano ad essere denominate in scellini. Per tutte le forme di pagamento "non-fisiche" (trasferimenti elettronici, titoli, ecc.), invece, da quella data si adottò solo l'euro.
Il 1º gennaio 2002, con l'entrata in circolazione delle monete e banconote in euro, si aprì una fase di doppia circolazione, durata fino al 28 febbraio 2002.
Le vecchie monete e banconote in scellini possono ancora essere cambiate in euro, senza limite di tempo.

## Monete

### Scellino (1925-1938)
Qui da basso è presente una tabella che rappresenta le monete in circolazione nella Prima Repubblica.
| Scellino austriaco (1925 - 1938) | Scellino austriaco (1925 - 1938) | Scellino austriaco (1925 - 1938) | Scellino austriaco (1925 - 1938) | Scellino austriaco (1925 - 1938) | Scellino austriaco (1925 - 1938) | Scellino austriaco (1925 - 1938)         | Scellino austriaco (1925 - 1938)       | Scellino austriaco (1925 - 1938) | Scellino austriaco (1925 - 1938) | Scellino austriaco (1925 - 1938) |
| Immagine                         | Valore                           | Parametri Tecnici                | Parametri Tecnici                | Parametri Tecnici                | Parametri Tecnici                | Descrizione                              | Descrizione                            | Descrizione                      | Data di                          | Data di                          |
| Immagine                         | Valore                           | Spessore                         | Diametro                         | Peso                             | Composizione                     | Diritto (recto)                          | Rovescio (verso)                       | Bordo                            | Prima coniazione                 | Ultima coniazione                |
| -------------------------------- | -------------------------------- | -------------------------------- | -------------------------------- | -------------------------------- | -------------------------------- | ---------------------------------------- | -------------------------------------- | -------------------------------- | -------------------------------- | -------------------------------- |
|                                  | 1 groschen                       | 1 mm                             | 17 mm                            | 1,6 g                            | bronzo                           | valore, anno                             | nome e stemma di Stato, mintmark       | liscio                           | 1925                             | 1938                             |
|                                  | 2 groschen                       | 1,41 mm                          | 19 mm                            | 3,3 g                            | bronzo                           | valore                                   | anno, nome e stemma di Stato           | liscio                           | 1925                             | 1938                             |
|                                  | 5 groschen                       | 1,5 mm                           | 17 mm                            | 3 g                              | cupronichelio (rame + nichel)    | valore                                   | anno, nome e stemma di Stato           | liscio                           | 1931                             | 1938                             |
|                                  | 10 groschen                      | 1,54 mm                          | 22 mm                            | 4,5 g                            | cupronichelio (rame + nichel)    | valore, anno                             | titolo di Stato, mintmark, personaggio | liscio                           | 1925                             | 1929                             |
|                                  | 50 groschen                      | 1,6 mm                           | 24 mm                            | 5,5 g                            | cupronichelio (rame + nichel)    | valore, nome di Stato                    | stemma di Stato, anno                  | liscio                           | 1934                             | 1934                             |
|                                  | 50 groschen                      | 1,5 mm                           | 24 mm                            | 5,5 g                            | cupronichelio (rame + nichel)    | valore, anno                             | stemma e nome di Stato, valore         | liscio                           | 1935                             | 1936                             |
|                                  | 1/2 scellino                     | 1,3 mm                           | 19 mm                            | 3 g                              | argento 0,640                    | valore, anno                             | titolo e stemma di Stato               | zigrinato                        | 1925                             | 1926                             |
|                                  | 1 scellino                       | unknown                          | 26 mm                            | 7 g                              | argento 0,800                    | valore, stemma di Stato                  | titolo di Stato, anno, monumento       | zigrinato                        | 1924                             | 1924                             |
|                                  | 1 scellino                       | 1,5 mm                           | 25 mm                            | 6 g                              | argento 0,640                    | valore, stemma di Stato                  | titolo di Stato, anno, monumenti       | zigrinato                        | 1925                             | 1932                             |
|                                  | 1 scellino                       | 1,7 mm                           | 26 mm                            | 7 g                              | cupronichelio                    | valore, nome e simbolo di Stato          | stemma di Stato e anno                 | zigrinato                        | 1934                             | 1935                             |
|                                  | 5 scellini                       | unknown                          | 31 mm                            | 15 g                             | argento 0,835                    | valore, nome e stemma di Stato           | motto di Stato, monumento, anno        | iscrizione e ornamenti           | 1934                             | 1936                             |
|                                  |                                  |                                  |                                  |                                  |                                  |                                          |                                        |                                  |                                  |                                  |
| Corona austriaca (1923 - 1924)   |                                  |                                  |                                  |                                  |                                  |                                          |                                        |                                  |                                  |                                  |
|                                  | 100 corone                       | 1 mm                             | 17 mm                            | 1,7 g                            | bronzo                           | valore, mintmark, anno, simbolo di Stato | nome e stemma di Stato, mintmark       | liscio                           | 1923                             | 1924                             |
|                                  | 200 corone                       | 1,5 mm                           | 19 mm                            | 3,3 g                            | bronzo                           | valore                                   | nome e stemma di Stato, anno           | liscio                           | 1924                             | 1924                             |
|                                  | 1'000 corone                     | 1,5 mm                           | 22 mm                            | 4,5 g                            | cupronichelio                    | valore, anno                             | titolo di Stato, mintmark, personaggio | liscio                           | 1924                             | 1924                             |

| Monete commemorative della Prima Repubblica | Monete commemorative della Prima Repubblica | Monete commemorative della Prima Repubblica                            |
| Anno                                        | Valore                                      | Soggetto                                                               |
| ------------------------------------------- | ------------------------------------------- | ---------------------------------------------------------------------- |
| 1937                                        | 2 scellini                                  | 200º anniversario del completamento della chiesa di San Carlo Borromeo |
| 1936                                        | 2 scellini                                  | 200º anniversario della morte del Principe Eugenio di Savoia           |
| 1935                                        | 2 scellini                                  | 25º anniversario della morte del politico austriaco Karl Lueger        |
| 1934                                        | 2 scellini                                  | Morte del primo ministro austro-fascista Engelbert Dollfuss            |
| 1933                                        | 2 scellini                                  | Morte del politico Ignaz Seipel                                        |
| 1932                                        | 2 scellini                                  | 200º anniversario della nascita di Franz Joseph Haydn                  |
| 1931                                        | 2 scellini                                  | 175º anniversario della nascita di Wolfgang Amadeus Mozart             |
| 1930                                        | 2 scellini                                  | 700º anniversario della morte del poeta Walther von der Vogelweide     |
| 1929                                        | 2 scellini                                  | 100º anniversario della nascita del medico tedesco Theodor Billroth    |
| 1928                                        | 2 scellini                                  | 100º anniversario della morte di Franz Schubert                        |

### Scellino (1945-1999)
Le monete circolanti in Austria erano pezzi da 1, 2, 5, 10 e 50 groschen, e da 1, 5 e 10 scellini. Nelle prime emissioni le monete da 5 (coniata per la prima volta nel 1955) e da 10 scellini (coniata per la prima volta nel 1957) non erano ancora presenti; al loro posto erano in circolazione le banconote da 5 e da 10 scellini. 
| Ultime monete in circolazione | Ultime monete in circolazione | Ultime monete in circolazione | Ultime monete in circolazione | Ultime monete in circolazione                         | Ultime monete in circolazione | Ultime monete in circolazione                          | Ultime monete in circolazione | Ultime monete in circolazione                                               | Ultime monete in circolazione                | Ultime monete in circolazione | Ultime monete in circolazione |
| Immagine | Valore                        | € equiv.                      | Parametri tecnici             | Parametri tecnici                                     | Parametri tecnici             | Parametri tecnici                                      | Descrizione                   | Descrizione                                                                 | Descrizione                                  | Data di                       | Data di                       |
| Immagine | Valore                        | € equiv.                      | Diametro                      | Spessore                                              | Massa                         | Composizione                                           | Bordo                         | Diritto                                                                     | Rovescio                                     | prima coniazione              | ultima coniazione             |
| --- | ----------------------------- | ----------------------------- | ----------------------------- | ----------------------------------------------------- | ----------------------------- | ------------------------------------------------------ | ----------------------------- | --------------------------------------------------------------------------- | -------------------------------------------- | ----------------------------- | ----------------------------- |
| 1 Groschen · 1 Groschen | 1 Groschen                    | 0,07 cent                     | 17 mm                         | 1,3 mm                                                | 1,8 g                         | 100% zinco                                             | liscio                        | valore facciale, anno di coniazione                                         | nome e stemma di Stato                       | 1947                          | 1948                          |
| | 2 Groschen                    | 0,15 cent                     | 18 mm                         | 1,4 mm                                                | 0,9 g                         | 98,5% alluminio 1,5% magnesio                          | liscio                        | titolo dell Stato, valore facciale, anno di coniazione                      | stemma dello Stato                           | 1950                          | 1991                          |
| 5 Groschen · 5 Groschen | 5 Groschen                    | 0,36 cent                     | 19 mm                         | 1,5 mm                                                | 2,5 g                         | 100% zinco                                             | intaccato (zigrinato)         | valore facciale, anno di coniazione                                         | titolo e stemma di Stato                     | 1948                          | 1992                          |
| 10 Groschen | 10 Groschen                   | 0,73 cent                     | 20 mm                         | 1,5 mm                                                | 1,1 g                         | 98,5% alluminio 1,5% magnesio                          | liscio                        | valore facciale, anno di coniazione                                         | titolo e stemma di Stato, valore facciale    | 1951                          | 1998                          |
| | 10 Groschen                   | 0,73 cent                     | 21 mm                         | 1,9 mm                                                | 3,5 g                         | 100% zinco                                             | liscio                        | valore facciale, anno di coniazione                                         | titolo e stemma di Stato                     | 1947                          | 1949                          |
| 50 Groschen | 50 Groschen                   | 3,63 cent                     | 19,5 mm                       |                                                       | 3 g                           | 91,5% rame 8,5% alluminio                              | serrato                       | scudo, titolo dello Stato                                                   | valore, anno di coniazione                   | 1959                          | 2000                          |
| 1 Schilling | S 1                           | 7,27 cent                     | 22,5 mm                       |                                                       | 4,2 g                         | 91,5% rame 8,5% alluminio                              | liscio                        | titolo dello Stato, valore, anno di coniazione                              | fiore di Edelweiss, valore                   | 1959                          | 2000                          |
| 5 Schilling | S 5                           | 36,34 cent                    | 23,5 mm                       |                                                       | 4,8 g                         | cupronichel1 75% rame 25% nichel                       | liscio                        | titolo dello Stato, horse rider                                             | scudo, valore, anno di coniazione            | 1968                          | 2000                          |
| 10 Schilling | S 10                          | 72,67 cent                    | 26 mm                         |                                                       | 6,2 g                         | cupronichel1 75% rame 25% nichel                       | serrato                       | titolo dello Stato, stemma                                                  | figura femminile, valore, anno di coniazione | 1974                          | 2000                          |
| | S 20                          | 1,45                          | 27,7 mm                       |                                                       | 8 g                           | cupralluminio 92% rame 6% alluminio 2% nichel          | liscio con 19 punti/liscio ²  | titolo dello Stato, i nove stati dell'Austria                               | valore, anno di coniazione                   | 1980                          | 10 dicembre 1980              |
| | S 20                          | 1,45                          | 27,7 mm                       | titolo dello Stato, valore, scudo, anno di coniazione | 8 g                           | cupralluminio 92% rame 6% alluminio 2% nichel          | liscio con 19 punti/liscio ²  | Vari temi commemorativi                                                     | 1982                                         |                               |                               |
| 50 Schilling | S 50                          | 3,63                          | 26,5 mm interno: 18,5 mm      |                                                       | 8,15 g                        | esterno: cupralluminio (come S 20) interno: Magnimat 7 | liscio                        | titolo dello Stato, valore circondato dagli stemmi degli stati dell'Austria | Vari temi commemorativi                      | 1996                          |                               |
| Queste immagini sono in una scala di 2,5 pixel per millimetro, uno standard di Wikipedia per le monete mondiali. Per altre informazioni vedi tavole monete. |                               |                               |                               |                                                       |                               |                                                        |                               |                                                                             |                                              |                               |                               |

## Banconote
Per le banconote ci furono diverse emissioni, ma la situazione del 2000 era così:
- 20 Scellini
- 50 Scellini
- 100 Scellini
- 500 Scellini
- 1,000 Scellini
- 5,000 Scellini